# Eschweilera subglandulosa
Eschweilera subglandulosa là một loài thực vật có hoa trong họ Lecythidaceae. Loài này được (Steud. ex O.Berg) Miers mô tả khoa học đầu tiên năm 1874.